# Neuer Schneppendahl
Neuer Schneppendahl ist eine Hofschaft im Stadtteil Gennebreck der Stadt Sprockhövel im Ennepe-Ruhr-Kreis, Nordrhein-Westfalen.

## Lage und Beschreibung
Neuer Schneppendahl liegt im südlichen Teil des Sprockhöveler Stadtgebiets im Ortsbereich Schee. Durch den Ort führt die Kreisstraße 33 zwischen Quellenburg und Halloh, die bis Ende des 20. Jahrhunderts als Bundesstraße 51 qualifiziert war.
Westlich von Neuer Schneppendahl befindet sich die Hofschaft Alter Schneppendahl. Weitere Nachbarorte sind Schacht Hövel, Rottenberg, Bahnhof Schee, Hetberge, Kuxloh, Sundern, Silberberg, Scherenberg, Flüsloh, Auf Leckebüschen, Hobeuken, Blumenhause, Eckhorst, Ley und Weuste.

## Geschichte
Neuer Schneppendahl gehörte bis 1807 der Gennebrecker Bauerschaft innerhalb des Hochgerichts und der Rezeptur Schwelm des Amts Wetter in der Grafschaft Mark an. Von 1807 bis 1814 war Neuer Schneppendahl aufgrund der napoleonischen Kommunalreformen im Großherzogtum Berg Teil der Landgemeinde Gennebreck innerhalb der neu gegründeten Mairie Hasslinghausen im Arrondissement Hagen, die nach dem Zusammenbruch der napoleonischen Administration nun der Bürgermeisterei Haßlinghausen (ab 1844 Amt Haßlinghausen) im Landkreis Hagen (ab 1897 Kreis Schwelm, ab 1929 Ennepe-Ruhr-Kreis) angehörte.
Neuer Schneppendahl erscheint auf der Niemeyersche Karte, Ausgabe Spezialkarte des Bergwerkdistrikts des Distrikts Blankenstein von 1788/89, unbeschriftet als Einzelgebäude. Der Ort ist auf der Preußischen Uraufnahme von 1840 als Neu-Schneppendahl verzeichnet.  Ab der Preußischen Neuaufnahme von 1892 ist der Ort auf Messtischblättern der TK25 ohne Unterscheidung zusammen mit Alten Schneppendahl als Schneppendahl verzeichnet. Ab der Ausgabe 1973 wird auf der Karte wieder zwischen Alter und Neuer Schneppendahl unterschieden.
In den frühen Ortsregistern werden Alter Schneppendahl und Neuer Schneppendahl statistisch meist unter dem Namen Schneppendahl gemeinsam geführt. So lebten 1818 und 1822 zusammen 13 Menschen im als Zwei Kothen kategorisierten Doppelort. Der laut der Ortschafts- und Entfernungs-Tabelle des Regierungs-Bezirks Arnsberg 1839 als Bauernhöfe kategorisierte Doppelort besaß zu dieser Zeit vier Wohnhäuser und ein landwirtschaftliches Gebäude. Zu dieser Zeit lebten 40 Einwohner den beiden Hofschaften, davon einer katholischer und 39 evangelischer Konfession.
Die Gemeinde- und Gutbezirksstatistik der Provinz Westfalen führt 1871 Alter und Neuer Schneppendahl als Colonie mit sieben Wohnhäusern und 72 Einwohnern auf. Das Gemeindelexikon für die Provinz Westfalen gibt 1885 für beide eine Zahl von 70 Einwohnern an, die in sechs Wohnhäusern lebten. 1895 besitzt der Ort nur sechs Wohnhäuser mit 68 Einwohnern und gehörte kirchlich zum evangelischen Kirchspiel Schwelm, 1905 zählt der Ort sieben Wohnhäuser und 70 Einwohner.
Am 1. Januar 1970 wurde das Amt Haßlinghausen aufgelöst und die amtsangehörige Landgemeinde Gennebreck mit Neuer Schneppendahl in die Stadt Sprockhövel eingemeindet.